# Црква Свете Тројице у Мозгову
Црква Свете Тројице у Мозгову, насељеном месту на територији општине Алексинац, припада Епархији нишкој Српске православне цркве.
Црква је првобитно била посвећена Светој Петки, да би променом патрона од 2020. године била посвећена Светој Тројици. Црква је подигнута иницијативом свештеника Аврама Петровића 1899. године. Освећена је исте године од стране епископа Никанора Ружичића. Изградња храма је започета 1895. године, а ктитори храма били су браћа Гојко и Милан Петровић као и прота Аврам. Поред Цркве се налази стари парохијски дом у коме свештеник и сада борави.